# Rāwatbhāta
Rāwatbhāta är en ort i Indien.   Den ligger i distriktet Chittaurgarh och delstaten Rajasthan, i den centrala delen av landet, 400 km söder om huvudstaden New Delhi. Rāwatbhāta ligger 367 meter över havet och antalet invånare är 36 872.
Terrängen runt Rāwatbhāta är huvudsakligen platt, men österut är den kuperad. Runt Rāwatbhāta är det ganska tätbefolkat, med 96 invånare per kvadratkilometer. Det finns inga andra samhällen i närheten. Trakten runt Rāwatbhāta består i huvudsak av gräsmarker.